# Tequexquilico
Tequexquilico är en ort i Mexiko.   Den ligger i kommunen San Felipe Orizatlán och delstaten Hidalgo, i den sydöstra delen av landet, 200 km norr om huvudstaden Mexico City. Tequexquilico ligger 163 meter över havet och antalet invånare är 474.
Terrängen runt Tequexquilico är kuperad åt sydväst, men åt nordost är den platt. Runt Tequexquilico är det ganska tätbefolkat, med 248 invånare per kvadratkilometer. Närmaste större samhälle är Huejutla de Reyes, 15,2 km öster om Tequexquilico. Omgivningarna runt Tequexquilico är en mosaik av jordbruksmark och naturlig växtlighet.